# Estación de El Berrón
El Berrón es una estación de ferrocarril situada en el municipio español de Siero en el Principado de Asturias. Forma parte de la red de vía estrecha operada por Renfe Operadora a través su división comercial Renfe Cercanías AM. Está integrada dentro del núcleo de Cercanías Asturias como parte de las líneas C-5 (Laviana - Gijón), C-6 (Oviedo-Infiesto) —antiguas líneas F-5 y F-6, respectivamente– y C-5a (Gijón - El Berrón - Oviedo). Cuenta también con servicios regionales. Es un importante nudo ferroviario de la red. Cumple también funciones logísticas gracias a sus talleres, cocheras y su puesto de control de mando.

## Situación ferroviaria
En este punto se cruzan perpendicularmente, si bien se han construido variantes posteriores que las conectan, dos líneas de la red de ancho métrico. Por un lado la línea férrea que une Gijón con Laviana punto kilométrico 21,19, y por el otro la línea férrea que une Oviedo con Santander, punto kilométrico 329,1. El alto kilometraje de este último trazado (Oviedo apenas se encuentra a unos pocos kilómetros) se debe a que el inicio de la línea se sitúa en Ferrol.

## Historia

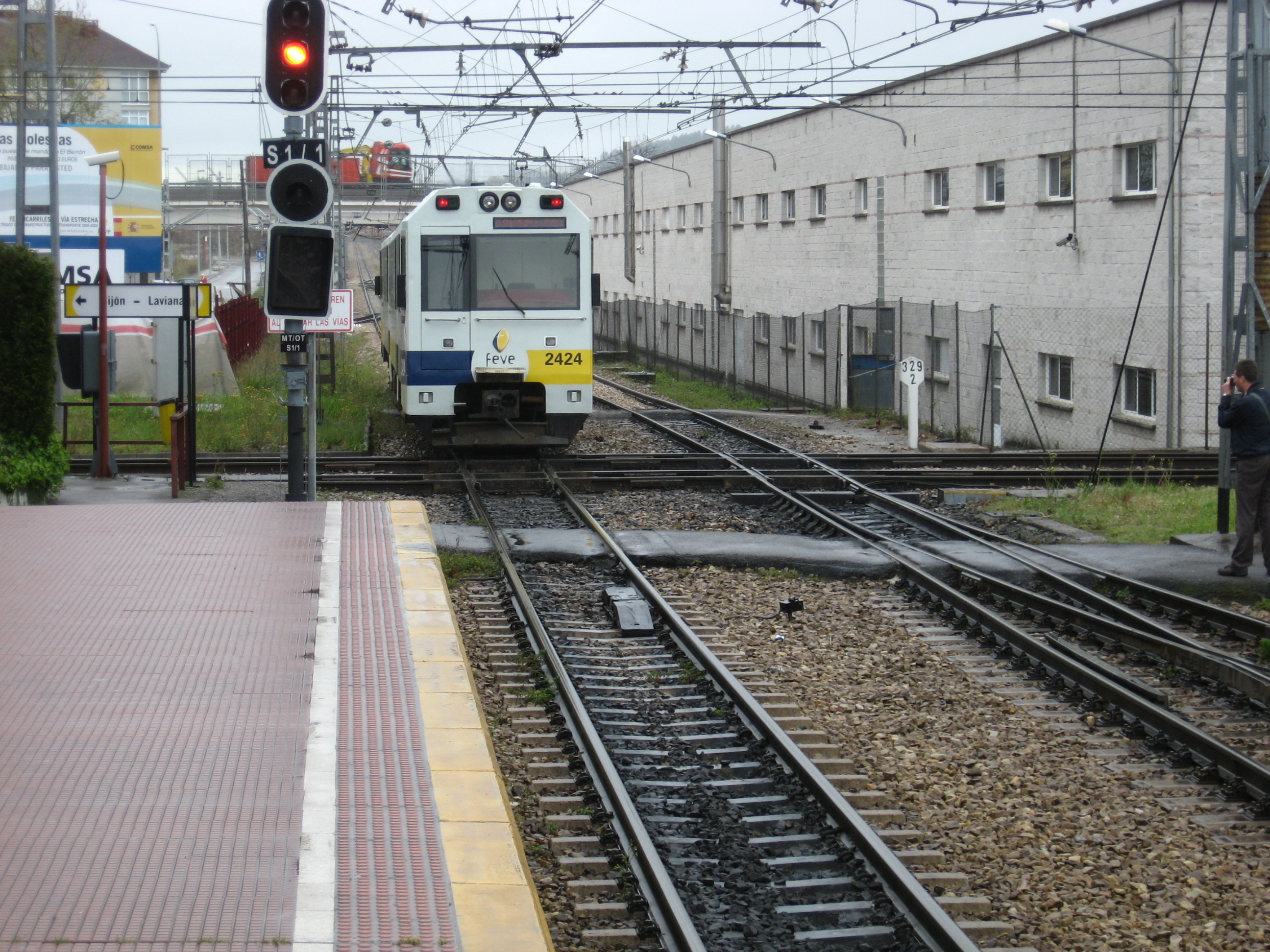
Un regional Oviedo-Santander partiendo de El Berrón en 2008, en el cruce de vías.

Las instalaciones ferroviarias, bajo el nombre de estación de Noreña, fueron abiertas al tráfico el 7 de mayo de 1853 con la apertura del tramo Pinzales-Carbayín, de la línea Gijón-Sama que se completó el 12 de julio de 1856. Las obras corriendo a cargo de la Compañía del Ferrocarril de Langreo, dando lugar a lo que habitualmente se conoce como Ferrocarril de Langreo. Este línea fue una de las primeras en inaugurarse en España. Lo hizo inicialmente con clara vocación minera para dar salida al carbón del Valle del Nalón al puerto de Gijón y usando un ancho de vía internacional que resultaría atípico al generalizarse posteriormente el ancho ibérico. Lo que era una estación más de la red se convirtió en nudo ferroviario el 13 de noviembre de 1891 cuando la compañía de los Ferrocarriles Económicos de Asturias abrió el tramo Oviedo-Infiesto de una línea de ancho métrico que acabaría alcanzando Santander.
En 1972 la difícil situación económica de las compañías que gestionaban el recinto supusieron su cesión al Estado. FEVE pasó entonces a ser titular de las instalaciones. En 1983 se decidió un cierre temporal de la línea gestionada por la compañía del Ferrocarril de Langreo para adaptarla al ancho métrico usado por la compañía estatal en su red. Feve mantuvo la gestión hasta que en 2013 la explotación fue atribuida a Renfe Operadora y las instalaciones a Adif.

## La estación

Esquema de vías

El propio esquema y organización de las instalaciones viene determinado por el singular cruce de vías que se da en El Berrón. Por ello la estación forma una especie de L con la parte de abajo invertida hacia la izquierda. En la parte de arriba el edificio para viajeros de dos alturas y planta rectangular dotado de dos andenes laterales a los que acceden las vías 5 y 7. Son las usadas por la línea Gijón-Laviana y cruzan la zona de norte a sur. Las vías de la Oviedo-Santander lo hacen de oeste a este, en lo que sería la parte baja de la L. En este caso, existen también dos andenes, pero uno es lateral y el otro central a los que acceden las vías 1,2 y 4.
Las instalaciones se completan con unos talleres, cocheras y el centro de control de mando que se ubica junto a la conocida Casa Colegial de El Berrón construida en 1921 y restaurada en 2007 junto a la creación del nuevo centro de control.

## Servicios ferroviarios

### Regionales
Los regionales de la línea Oviedo-Santander tienen parada en la estación. 
| Línea | Origen/Destino | Paradas intermedias | Destino/Origen |
| ----- | -------------- | --- | -------------- |
|       | Oviedo         | La Corredoria · Parque Principado · Colloto · Meres · Fonciello · El Berrón · La Carrera · Pola de Siero · Los Corros · Lieres · El Remedio · Llames · Nava · Fuente Santa · Ceceda · Carancos · Pintueles · Infiesto · Infiesto-Apeadero · Villamayor · Sebares · Soto de Dueñas · Ozanes · Policlínico de Arriondas · Arriondas · Fuentes · Toraño · Cuevas · Llovio · Ribadesella · Camango · Belmonte · Nueva · Villahormes · Posada · Balmori · Celorio · Poo · Llanes · San Roque del Acebal · Vidiago · Pendueles · Colombres · Unquera · Pesúes · San Vicente de la Barquera · El Barcenal · Roiz · Treceño · Cabezón de la Sal · San Pedro de Rudagüera · Puente San Miguel · Torrelavega-Centro | Santander      |

### Cercanías
Forma parte de las siguientes líneas de la red de Cercanías Asturias:
- Línea  : une Gijón con Laviana con una frecuencia media es de un tren cada 60 minutos.[7] La frecuencia disminuye durante los fines de semana y festivos.
- Línea  : une Gijón con Oviedo pasando por El Berrón, con un mínimo de 12 frecuencias diarias en días laborables.[8] La línea se opera únicamente de lunes a sábado.[9]
- Línea  : une Oviedo con Infiesto y tiene una cadencia mayor, cercana a un tren cada treinta minutos. También disminuye su servicio durante los fines de semana y festivos.[10]

| procedencia/destino | < estación | Línea | estación > | destino/procedencia |
| ------------------- | ---------- | ----- | ---------- | ------------------- |
| Gijón               | Noreña     |       | Xixún      | Laviana             |
| Gijón               | Noreña     |       | Colloto    | Oviedo              |
| Oviedo              | Fonciello  |       | La Carrera | Infiesto-Apeadero   |